# نيكلاس فرانك
نيكلاس فرانك (بالألمانية: Niklas Frank)‏ هو كاتب سيناريو وكاتب وصحفي ألماني، ولد في 9 مارس 1939 في ميونخ في ألمانيا.

## وصلات خارجية
- نيكلاس فرانك على موقع IMDb (الإنجليزية)
- نيكلاس فرانك على موقع مونزينجر (الألمانية)
- نيكلاس فرانك على موقع ألو سيني (الفرنسية)
- نيكلاس فرانك على موقع أول موفي (الإنجليزية)
- نيكلاس فرانك على موقع قاعدة بيانات الأفلام السويدية (السويدية)
- نيكلاس فرانك على موقع قاعدة بيانات الفيلم (الإنجليزية)
- نيكلاس فرانك على موقع كينوبويسك (الروسية)